# Gun Neuman
Gun E Neuman, född den 29 oktober 1939, är en svensk jurist och ämbetsman.
1979–1988 var Neuman biträdande direktör för Sveriges Industriförbund.
Neuman var 1988–1993 jämställdhetsombudsman. Hon var i slutet av denna period ordförande för den statliga utredningen "Mäns föreställningar om kvinnor och chefskap" med uppgift att utreda möjligheten till en jämnare könsfördelning på chefsnivå i näringslivet. Arbete rapporterades i SOU 1994:3 med samma namn och kom att lägga grunden för många av de diskussioner och utredningar om kvinnor i näringslivets topp som fortfarande pågår.
1995 till 2001 var Neuman generaldirektör för Alkoholinspektionen - en myndighet som 2001 slogs ihop med Folkhälsoinstitutet till den nya myndigheten Statens Folkhälsoinstitut.
Under perioden 2005 till 2011 var hon AGM - Alkoholgranskningsman - med uppgift att utöva tillsyn över hur de svenska bryggerierna och vin- och spritleverantörerna följer de svenska lagarna för marknadsföring av alkohol.